# Vrbičany (Ústí nad Labem)
Vrbičany é uma comuna checa localizada na região de Ústí nad Labem, distrito de Litoměřice.